# John Vozzy
John Vozzy es un deportista estadounidense que compitió en tiro con arco, en la modalidad de arco compuesto. Ganó dos medallas de plata en el Campeonato Mundial de Tiro con Arco al Aire Libre de 1995, en las pruebas individual y por equipo.

## Palmarés internacional
| Campeonato Mundial al Aire Libre | Campeonato Mundial al Aire Libre | Campeonato Mundial al Aire Libre | Campeonato Mundial al Aire Libre |
| Año                              | Lugar                            | Medalla                          | Prueba                           |
| -------------------------------- | -------------------------------- | -------------------------------- | -------------------------------- |
| 1995                             | Yakarta (Indonesia)              | Medalla de plata                 | Individual                       |
| 1995                             | Yakarta (Indonesia)              | Medalla de plata                 | Equipo                           |